# Föderationsreferendum in Ägypten 1971
Das Föderationsreferendum in Ägypten 1971 fand am 1. September 1971 statt. Abgestimmt wurde über die Gründung der Föderation Arabischer Republiken, gleichzeitig fand ein Referendum in Libyen statt. Bei 97,1 % Wahlbeteiligung stimmten 99,9 % der Wähler für den Vorschlag.

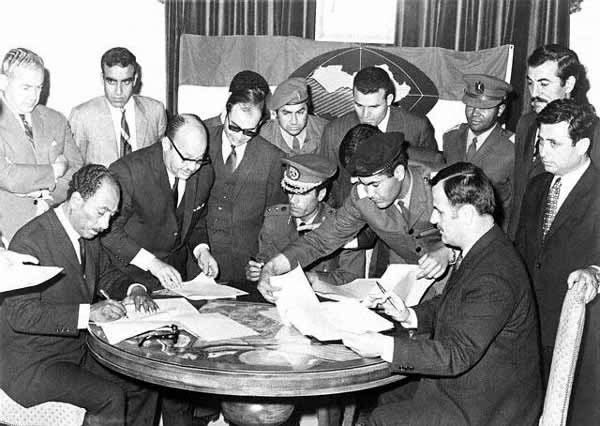
Sadat (links sitzend), Gaddafi (Bildmitte) und Assad (rechts sitzend) besiegeln am 17. April 1971 in Bengasi die Föderation

## Ergebnisse
| Wahl     | Stimmen   | Anteil  |
| -------- | --------- | ------- |
| Für      | 7.770.962 | 99,96 % |
| Gegen    | 3.404     | 0,04 %  |
| Ungültig | 2.471     |         |
| Gesamt   | 7.776.837 | 100,0 % |

Quelle: sudd.ch